# Языки Гвинеи
Гвинея — многоязычная страна, где говорят на 39 языках. Официальный язык — французский, который был унаследован от колониального периода. Несколько языков коренных народов имеют статус «национальных» языков: фула (или пулар), малинке (или манинка), сусу, киси, кпелле (известный на французском языке как «герзе») и тома.
Французский является языком государственных и официальных учреждений. Его используют от 15 % до 25 % населения. В конце режима Ахмеда Секу Туре французский язык был единственным языком в бизнесе и школе.
Фула (32 %) главным образом распространён в Средней Гвинее, где основным городом является Лабе. Малинке (30 %) распространён в Верхней Гвинее, где основным городом является Канкан. Сусу (10 %) распространён в Морской Гвинее, где столица Конакри. Герзе (3,8 %), киси (3,5 %), и тома (1,8 %) распространены в Лесной Гвинее. Более конкретно, на герзе говорят в городах Нзерекоре и Йому. На киси говорят в городах Гекеду и Кисидугу. В заключение, коно — язык, на котором говорят на юге Гвинеи, в основном в городе Лола.
Согласно докладу Альфа Мамаду Диалло, первым языком жителей города Конакри в порядке убывания были: сусу (42 %), пулар (20 %), манинка (19 %), киси (4 %), герзе (4 %), французский (2 %), и тома (2 %).
Для языков Гвинеи разработан стандартизированный алфавит (последняя версия принята в 1989 году).

## Языки
В Гвинее говорят на 39 языках: бага-бинари, бага-калум, бага-кога, бага-мандури, бага-мботени, бага-ситему, бага-собане, бадьяра, басари, буллом-со, вамей, восточный лимба, восточный манинкакан, гвинейский жестовый язык, гвинейский кпелле, дан, джаханка, зиало, какабе, кла-дан, коно, коньянка-манинка, куранко, ландома, леле, мандинго, мано, манья, мбулунгишский, могофин, н’ко, налу, пулаар, пулар, санкаран-манинка, северный киси, сусу, тома, французский, ялунка.